# Bora Bora

Bandiera di Bora Bora

Bora Bora (in francese; Porapora o Pōpora in tahitiano, che significa: la primogenita; anticamente nota come: Vavau) è un'isola facente parte dell'arcipelago delle Isole della Società, precisamente nel gruppo delle Isole Sottovento, nell'Oceano Pacifico. Amministrativamente è ricompresa nella collettività d'oltremare della Polinesia francese e comprende l'omonimo comune (capoluogo Vaitape), cui appartiene anche l'atollo di Tupai.

## Geografia
Situata a 250 km a nord-ovest di Tahiti, Bora Bora presenta una conformazione alquanto singolare. L'isola propriamente detta sorge infatti al centro di una laguna, circondata a nord e a est da due lunghi motu, chiamati rispettivamente Motu Mute (su cui sorge anche l'aeroporto di Bora Bora) e Motu Piti Aau. A nord-est la barriera corallina affiora con piccoli motu, separati da brevi tratti di mare di poca profondità, e con l'isolotto di Tevairoa. Infine a sud-ovest sorge un altro motu, Motu Toopua. Tra quest'ultimo e Tevairoa si trova un altro piccolo isolotto, Teavanui, in prossimità del quale è presente l'unico punto in cui la barriera corallina si interrompe e attraverso il quale la laguna può comunicare (specie a livello di collegamenti navali) con l'oceano. Per il resto la barriera corallina cinge Bora Bora come una diga, e questo anche a sud, ove non affiorano dall'acqua motu o isolotti.
La particolare forma suddetta si deve all'origine di Bora Bora, che in epoche remote (si stima durante il Pliocene superiore, precisamente tra 3,45 e 3,10 milioni di anni fa) era un gigantesco complesso vulcanico, che con il passare degli anni subì un progressivo inabissamento. Di esso oggi resta un vulcano spento, il monte Otemanu (727 m), massima cima di Bora Bora.

## Centri abitati
Il principale centro di Bora Bora è Vaitape (4 927 abitanti), che è anche capoluogo comunale, nonché dell'omonimo comune associato. Altri centri rilevanti sono Faanui e Anau.

## Storia
Abitata fin dal IV secolo d.C. dagli antichi polinesiani (che la chiamarono Vava'u), fu avvistata per la prima volta dagli europei nel 1722, con il navigatore olandese Jacob Roggeveen. Nel 1769 fu nuovamente avvistata da James Cook, che vi pose per la prima volta piede nel 1777. Circa mezzo secolo dopo, precisamente nel 1820, la London Missionary Society vi fondò una missione. Nel 1842, tuttavia, l'isola fu trasformata in protettorato francese pur continuando a mantenere una propria sostanziale indipendenza e a mantenere un regime monarchico locale. Durante la seconda guerra mondiale, Bora Bora ospitò una base statunitense, comprensiva di 5 000 soldati e 9 navi. L'isola fu dotata anche di un sistema di fortificazioni, per difendersi dagli attacchi dei giapponesi.

## Economia
Come gran parte delle isole polinesiane, Bora Bora basa la propria economia essenzialmente sulla pesca e sul turismo. I più importanti centri turistici sorgono sui motu e sono frequentati ogni anno da migliaia di visitatori. Per la sua bellezza Bora Bora è chiamata la "perla del Pacifico".

## Sport
A livello sportivo, Bora Bora è, insieme con le vicine Huahine, Raiatea e Tahaa, una delle quattro isole tra le quali si svolge l'Hawaiki Nui Va'a, competizione internazionale di canoe polinesiane (va'a).

## Curiosità
Nel 2013 l'isola di Bora Bora è divenuta oggetto di un gioco da tavolo ideato da Stefan Feld edito dalla tedesca Alea, che porta il suo nome.

## Galleria d'immagini

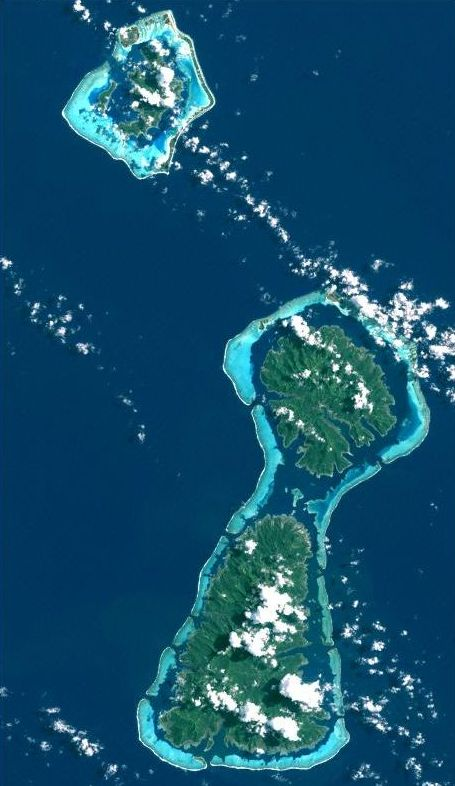
Veduta satellitare Bora Bora (in alto a sinistra) con Tahaa (in alto a destra) e Raiatea (in basso a destra)
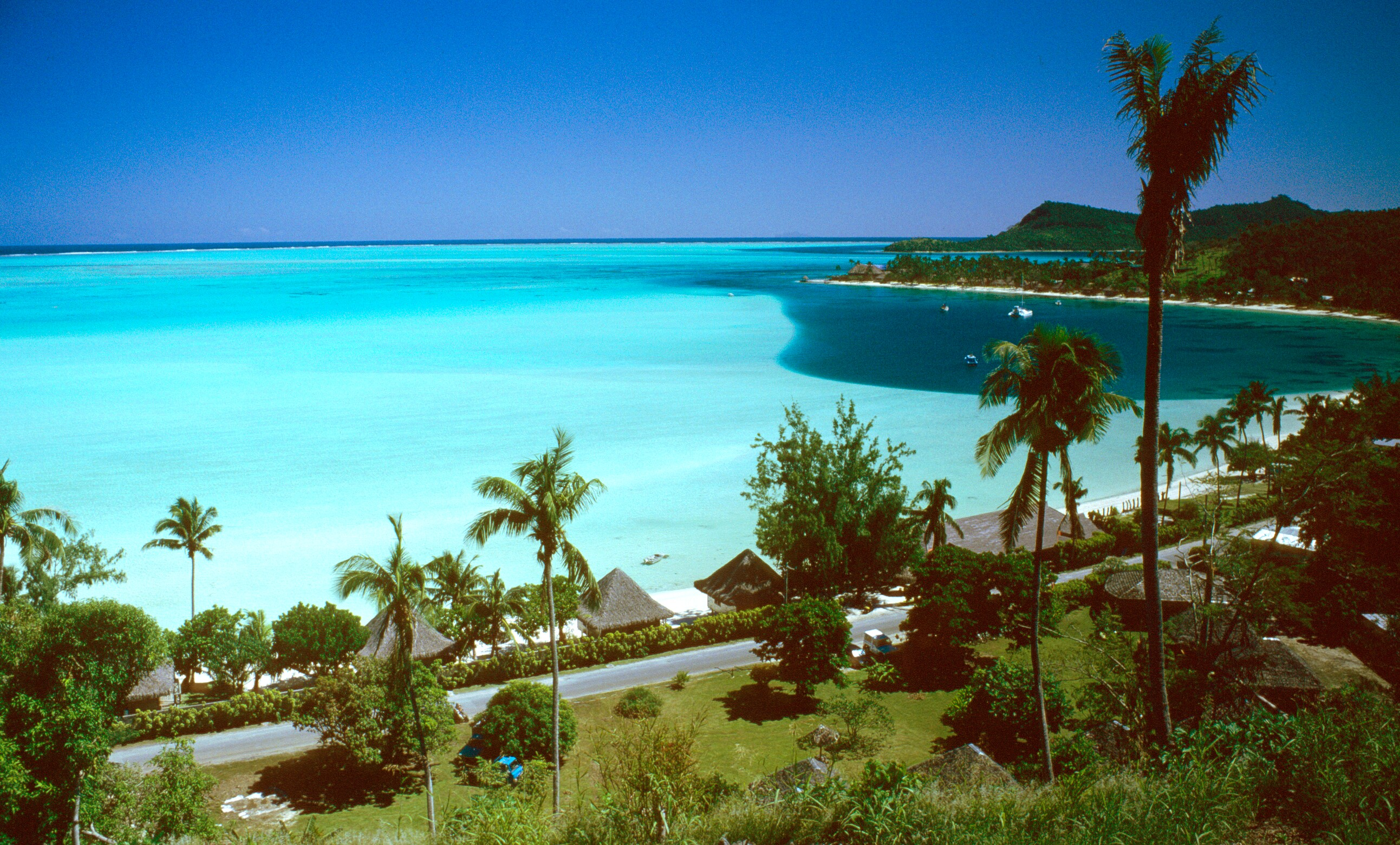
La spiaggia di Matira
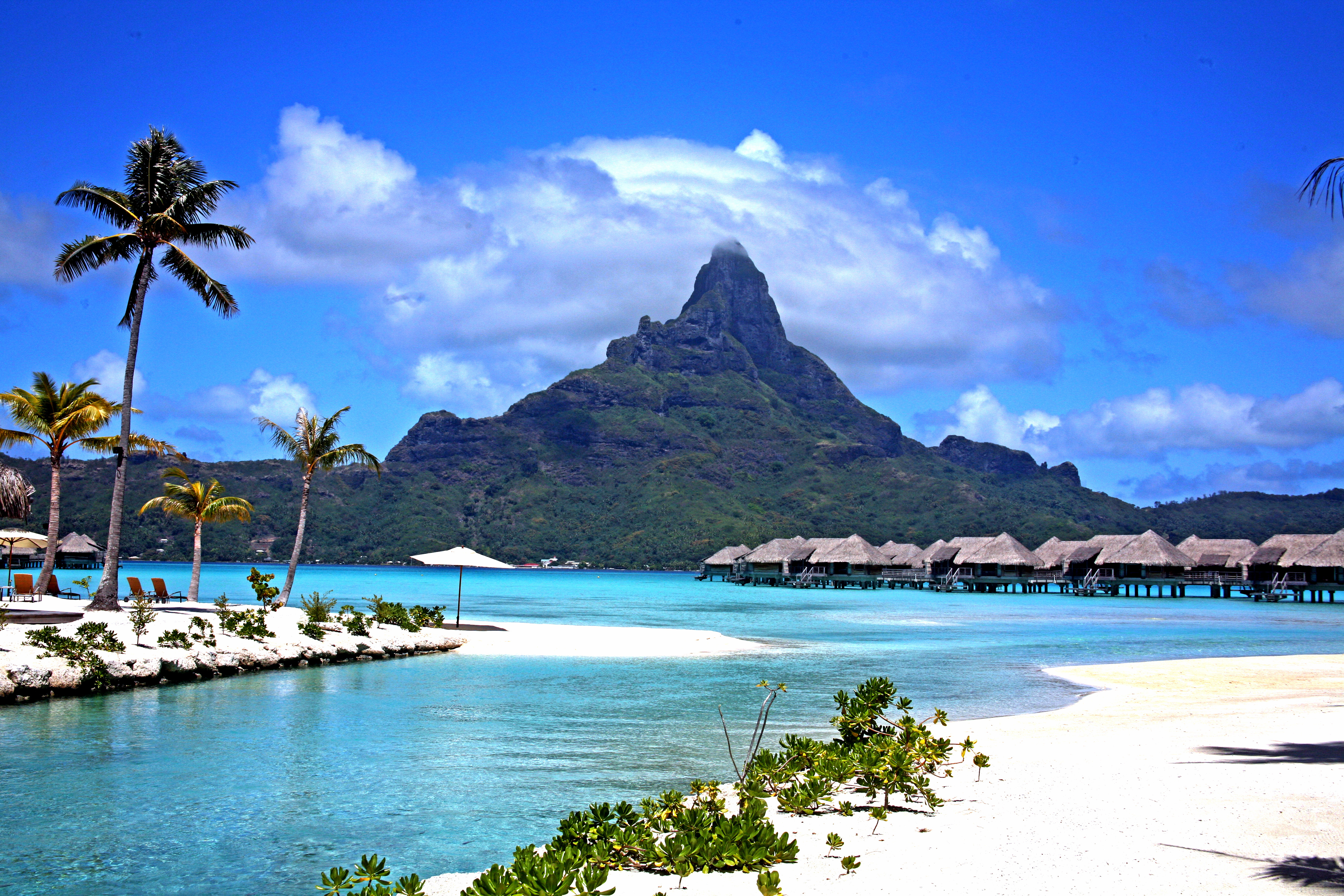
Il monte Otemanu
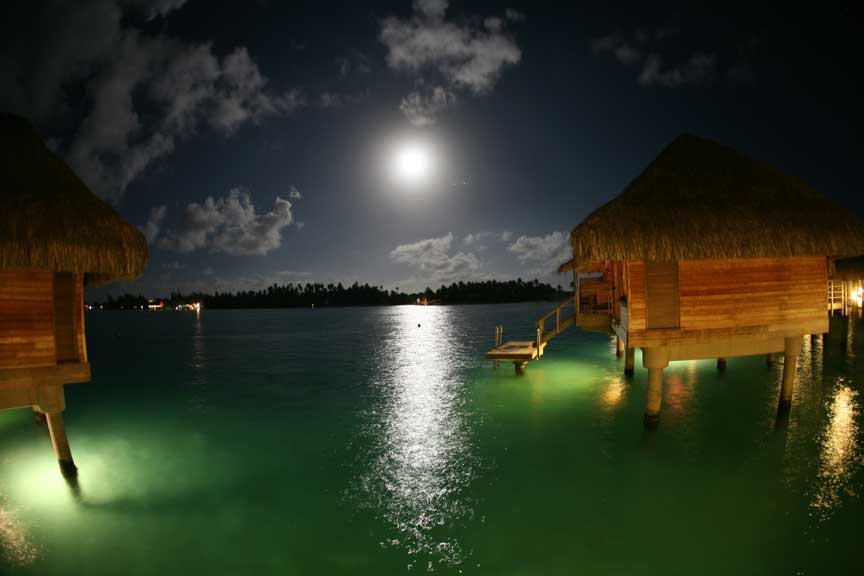
Chiaro di luna tra i bungalow sui motu